# Jurby
Jurby est une paroisse insulaire et administrative du sheading de Michael, sur l'île de Man. Dotée d'une faible population, la paroisse abrite un aérodrome de la Royal Air Force et, depuis 2008 la prison dans laquelle sont détenus les condamnés de l'île.

## Aérodrome
Cet aérodrome était utilisé lors de la Seconde Guerre mondiale comme base d'entraînement de la Royal Air Force. Il est aujourd'hui destiné aux échanges industriels et à l'entraînement de pilotes.

## Prison
La prison compte 138 cellules et a succédé à la vieille prison de Douglas, à Victoria Road, qui devenait trop exiguë du fait de l'augmentation du nombre de détenus. À la fin des années 1980, il apparaît qu'il est temps de débloquer des crédits pour investir dans une nouvelle structure pénitentiaire. 41,7 millions de livres permettent la livraison d'un nouvel ensemble dans la vaste plaine du nord de l'île. La volonté du gouvernement est de créer une prison qui veille à la santé de ses détenus et leur fournit des ressources sportives et éducationnelles permettant une réinsertion plus aisée.